# Лобвинський ВТТ
Лобвинський ВТТ — структурний підрозділ системи виправно-трудових таборів Народного комісаріату внутрішніх справ СРСР (ГУЛАГ), оперативне керування якого здійснювало Головне управління таборів промислового будівництва (рос. ГУЛПС).
Організований 10.02.43;

закритий 29.08.45.
Дислокація: ст. Лобва залізниці ім. Кагановича;

Свердловської залізниці (Свердловська область).

## Виконувані роботи
- будівництво Лобвинського гідролізного заводу,
- будівництво ТЕЦ, житла та цеху дріжджів,
- ливарне, пошивочно-ремонтне, цегельне і гончарне виробництва.

## Чисельність з/к
- 01.04.43 — 1834,
- 01.01.44 — 1735,
- 01.01.45 — 1704.